# Ana de Médici
Ana de Médici (en italiano, Anna de' Medici; Florencia, 31 de diciembre de 1569-ibidem, 19 de febrero de 1584) fue una noble italiana. Fue la tercera hija del gran duque Francisco I de Toscana, hijo y sucesor de Cosme I, y de la archiduquesa austriaca Juana de Habsburgo-Jagellón, hija del emperador Fernando I y de Ana de Hungría y Bohemia.

## Primeros años
Ana era la tercera hija del gran duque Francisco I de Toscana, hijo y sucesor de Cosme I, y de la archiduquesa austriaca Juana de Habsburgo-Jagellón. Tenía dos hermanas supervivientes, Leonor y María.

## Matrimonio
Su padre la prometió en matrimonio con su primo hermano, el archiduque Carlos de Austria, hijo del archiduque Fernando II de Austria (hermano de su madre). 
Un retrato de Ana fue enviado al archiduque. El padre de Ana incluso pidió permiso en 1579 para el matrimonio al rey Felipe II de España, que fue uno de los gobernantes más poderosos de la época. Pero las negociaciones fueron suspendidas y el matrimonio no salió adelante. Es posible que después de las fallidas negociaciones, su padre pensase en un matrimonio con el duque Carlos Manuel I de Saboya. Sin embargo, estas negociaciones también fueron canceladas y Carlos finalmente se casó con Catalina Micaela de Austria, hija del rey Felipe II.

## Muerte
Ana enfermó repentinamente. El 19 de febrero de 1584, su hermana Leonor envió una carta a su padre en nombre de Ana para pedirle que viniera a visitarla antes de morir, sin embargo Ana murió ese mismo día con solo catorce años de edad.

## Ascendencia
| Ana de Médici | Padre: Francisco I de Médici       | Abuelo paterno: Cosme I de Médici                 | Bisabuelo paterno: Juan de Médici                    |
| Ana de Médici | Padre: Francisco I de Médici       | Abuelo paterno: Cosme I de Médici                 | Bisabuela paterna: María Salviati                    |
| Ana de Médici | Padre: Francisco I de Médici       | Abuela paterna: Leonor de Toledo                  | Bisabuelo paterno: Pedro Álvarez de Toledo y Zúñiga  |
| Ana de Médici | Padre: Francisco I de Médici       | Abuela paterna: Leonor de Toledo                  | Bisabuela paterna: María Osorio                      |
| Ana de Médici | Madre: Juana de Habsburgo-Jagellón | Abuelo materno: Fernando I de Habsburgo           | Bisabuelo materno: Felipe I de Castilla              |
| Ana de Médici | Madre: Juana de Habsburgo-Jagellón | Abuelo materno: Fernando I de Habsburgo           | Bisabuela materna: Juana I de Castilla               |
| Ana de Médici | Madre: Juana de Habsburgo-Jagellón | Abuela materna: Ana Jagellón de Hungría y Bohemia | Bisabuelo materno: Vladislao II de Hungría y Bohemia |
| Ana de Médici | Madre: Juana de Habsburgo-Jagellón | Abuela materna: Ana Jagellón de Hungría y Bohemia | Bisabuela materna: Ana de Foix-Candale               |

- Datos: Q2737243
- Multimedia: Anna de' Medici (1569-1584) / Q2737243